# Hydromanicus seth
Hydromanicus seth är en nattsländeart som beskrevs av Malicky 1993. Hydromanicus seth ingår i släktet Hydromanicus och familjen ryssjenattsländor. Inga underarter finns listade i Catalogue of Life.